# Пунтленд
Пунтленд е област в Сомалия, обявила едностранно своята независимост на 23 юли 1998 г.
Обхваща североизтока на страната. Център на областта е Гарове. Де факто Пунтленд използва същото знаме и същите символи като Сомалия.
Сепаратистката държава е основана от полковник Абдула Юсуф Ахмед през 1998 г. Отцепването на Пунтленд става възможно обаче благодарение на инвазията на етиопските войски в Сомалия през 1996 г.
В края на 2004 г. се провежда мирна конференция в Кения, на която се стига до помиряване на местните сомалийски кланове с т.нар. преходно правителство на Сомалия. С това споразумение се слага край на сепаратиската Пунтленд.
През август 2006 г. радикалните ислямски сили успяват да установят контрол върху пристанищата Хабио, Харадере и Елдхере.
През април 2024 г. Пунтланд обявява, че ще функционира като функционално независима държава на фона на спор за конституционните промени на Сомалия.